# О’Брайен, Мурроу, 6-й барон Инчикуин
Мурроу МакДермод О’Брайен, 6-й барон Инчикуин, 1-й барон О’Брайен из Баррена, 1-й граф Инчикуин (ирл. Murchadh Ó Briain, англ. Murrough O'Brien; 1614 — 9 сентября 1674) — крупный ирландский аристократ, военачальник, землевладелец и пэр.

## Ранняя жизнь
Мурроу О’Брайен родился в сентябре 1614 года. Старший сын Дермода О’Брайена (1594—1624), пятого барона Инчикуина (1597—1624), от Эллен, старшей дочери сэра Эдмонда Фицджона Фицджеральда из Клойна и Баллимало-Хауса и Хоноры Фицморис, второй дочери Джеймса Десмонда. Его дед и тезка был убит в июле 1597 года при переходе реки Эрн, сражаясь за королеву Англии Елизавету I. Он стал 6-м бароном после смерти своего отца в 1624 году. Опеку над ним передали Патрику Фицморису, а опеку над его имуществом — сэру Уильяму Сент-Леджеру, лорду-президенту Манстера, на дочери которого он женился. В 1636 году у него была особая ливрея своих земель, после чего он отправился изучать военную науку на испанской службе в Италии. Он вернулся в 1639 году и благоразумно уступил дерзкому плану 1-го графа Страффорда Томаса Уэнтуорта по колонизации графство Клэр. В письме к Уэнтуорту король Англии Карл I Стюарт обратил на это внимание и распорядился, чтобы он «во время плантации не отбирал у него четвертую часть его земель в этом графстве, как и у других местных жителей». В апреле 1640 года он был назначен вице-президентом Манстера и заседал в качестве пэра в ирландском парламенте.

## Восстание 1641 года и Конфедеративные войны
Во время восстания 1641 года Уильям Сент-Леджер возглавил правительственные войска в провинции Манстер. Благодаря своему военному опытулорду Инчикину вскоре удалось достичь выдающегося места, и после смерти Сент-Леджера в апреле 1642 года он взял на себя командование протестантскими силами Мастера. Вся эта первая фаза была отмечена внутренним соперничеством между Мерроу и Роджером Бойлом, лордом Брогхиллом. В октябре того же года, лорд Инчикуин победил Донога Маккарти, виконт Маскерри, и силы Конфедерации под командованием генерала Гаррета Барри в битве при Лискарролле, после чего обеспечил свое господство на юго-востоке Ирландии. В сентябре 1643 года было подписано прекращение огня между конфедератами и представителем короля Джеймсом Батлером, маркизом Ормондом.
Во время этого перемирия, лорд Инчикуин отправил пять ирландских полков в Англию, чтобы укрепить армию короля Карла I, в надежде он будет назначен новым лордом-президентом Манстера в качестве компенсации. Однако королевское назначение, совершенное в феврале 1644 года, пало на Джерома уэста, 2-го графа Портленда. После этого лорд Инчикуин перешел в ряды сторонников парламента. Изгнал католическое население из Корка, Йола и Кинсейла, получив от английского парламента должность президента Манстера, которое он осуществлял в кулуарах теоретических королевских представителей, графа Портленда и маркиза Ормонда.
Положение лорда Инчикина было довольно сложным, хотя он смог удержать свои гарнизоны в Манстере. С одной стороны, английский парламент не мог обеспечить его людьми и боеприпасами, необходимыми для борьбы с силами Конфедерации; с другой стороны, он по-прежнему имел постоянные столкновения с Роджером Бойлом, графом Оррери. Решив утвердить свою власть, лорд Инчикуин организовал военное наступление против конфедератов летом 1647 года. Он завоевал Дангарван, Каппокуин и другие крепости, завоевав репутацию жестокого и безжалостного среди ирландцев, которые прозвали его Мурхад на д’Туитеан, «Мерроу поджигатель». Он захватил и разграбил скалу Кашел, где расправился со всем населением, включая защитников, гражданских лиц и католических священнослужителей, и обесчестил Собор Святого Патрика. В отчаянной попытке помешать войскам Майкла Джонса присоединиться к войскам Инчикуина конфедераты отправили виконта Теобальда Тааффе в графство Корк с 6000 пехоты и 1200 конницы. Несмотря на меньшее число, лорд Инчикуин решительно победил конфедератов в Нокнанусе в ноябре 1647 года, тем самым получив недовольный контроль над Южной Ирландией.
Несмотря на свои военные успехи, лорд Инчикуин получил небольшую поддержку от английского парламента, который считал сохранение Дублина в качестве приоритета в Ирландии. Столкнувшись с отказом от Англии и постепенной радикализацией парламента, Инчикуин решил снова перейти на сторону роялистов. Таким образом, в 1648 году он снова провозгласил себя верным королю Карлу I Стюарту и подписал перемирие с конфедератами. Лорд Инчикуин был назначен королем президентом Манстера в июле и принял Джеймса Батлера, 1-го герцога Ормонда, по возвращении в Ирландию, чтобы попытаться заключить договор между роялистами и конфедератами.
В марте 1649 года Инчикуин объединился с виконтом Теобальдом Таафе и Джеймсом Туше, 3-м графом Каслхейвеном, чтобы изгнать Оуэна Роу О’Нила, вопреки перемирию, из Лейнстера. За это лето он успел взять города Трим, Дрогеду и Дандолк. В июле герцог Ормонд приказал Инчикуину вернуться в Манстер с тремя кавалерийскими полками в связи с возможностью высадки парламентского главнокомандующего Оливера Кромвеля в этом районе. Однако после поражения Ормонда в Ратмине против полковника Майкла Джонса многие из солдат лорда Инчикуина дезертировали и перешли на сторону парламентариев.
Лорд Инчикуин пытался сдержать неудержимое вторжение Оливера Кромвеля, но одно за другим были захвачены все районы конфедератов в Манстере. В марте 1650 года Инчикуин потерпел поражение от своего старого врага, Роджера Бойла, графа Оррери, в битве при Маллоу, в графстве Корк. Потеряв доверие католиков-конфедератов, лорд Инчикуин в 1650 году вынужден был отправиться в ссылку во Францию.

## Изгнание во Францию
Король в изгнании Карл II Стюарт находился в это время в Голландии, и лорду Инчикуину пришлось защищать себя от многих обвинений, выдвинутых сэром Льюисом Дайвом, но вскоре они были отозваны как не имеющие под собой оснований. Карл исследовал это дело в Париже после своего бегства из Вустера и 2 апреля 1652 года написал лорду Инчикуину, чтобы заявить о своем доверии к нему. 11 мая лорд Инчикуин был избран членом Королевского совета, «чьему обществу, — писал Эдвард Хайд, — Я рад; он, по правде говоря, доблестный джентльмен с хорошими качествами, большим трудолюбием и характером, пригодным для борьбы с делами со всех сторон, с которыми нам предстоит бороться». Но ни королеве-матери Генриетте-Марии, ни Джермину, ни Уилмоту, графу Рочестеру, новое назначение не понравилось. В 1653 году лорд Инчикуин пытался добиться командования над всеми ирландским формированиями во Франции; но этому воспротивилось ирландское духовенство, которое сказало папскому нунцию, что он был «убийцей священников, монахов и им подобных». Несмотря на это, он имел под своим командованием один или два полка. В мае 1654 года он получил титул 1-го графа Инчикуина, от которого отказался десять лет назад. В это время Совет изгнанного короля состоял из одиннадцати человек, разделенных на две партии. Большинство состояло из маркиза Ормонда, графа Рочестера, барона Перси, Инчикуина, Таафе и Хайда, которые контролировали всю политику. Генриетта-Мария, герцог Яков Йоркский, принц Руперт, Джордж Вильерс, 2-й герцог Бекингем, и Генри Джермин были в меньшинстве.
В октябре 1653 года лорд Инчикуин отправил свой полк из Марселя, и он был уничтожен во время экспедиции Генриха, герцога де Гиза, в Неаполь. Он сам отправился в Каталонию, где стал губернатором ряда округов, все ещё присоединявшихся к Франции, и добился некоторого успеха, убедив ирландских солдат перейти с испанской на французскую службу. Он вернулся в Париж в начале 1655 года, когда Карл II жил в Кельне.
Лорд Инчикуин оставался в Париже до лета 1656 года и был более или менее вовлечен в заговор Сексби. Полковник Клэнси, судя по его имени, вероятно, уроженец графства Клэр, был нанят им в качестве тайного агента в Лондоне, и Генри Кромвель располагал сведениями, что сам Инчикуин командовал им в Ирландии. Карл II, находившийся теперь в Брюгге, желал, чтобы лорд Инчикуин и его ирландские солдаты были под рукой, и Хайд одобрял все испанские замыслы. Инчикуин был в Каталонии осенью 1656 года, но снова в Париже летом 1657 года. К этому времени он уже вернулся в лоно римско-католической церкви, а его жена оставалась убежденной протестанткой, и между ними завязались большие ссоры. Английский парламентский посланник Уильям Локхарт говорит, что эта дама подвергалась преследованиям и что он выдал ей пропуск в Англию, не посоветовавшись с правительством протектора, из страха перед французскими протестантами, которые были свидетелями её страданий. Главный вопрос касался опеки над её маленьким сыном, лордом О’Брайеном. Генриетта Мария и католическая партия поддержали притязания Инчикуина, а протестанты заняли другую сторону. Дипломатия Локхарта восторжествовала, и Инчикуину, который насильно увез мальчика из английского посольства, было приказано вернуть его под страхом изгнания из Франции и потери всех его комиссионных и пособий. Осенью 1657 года Инчикуин находился в Каталонии, но в январе следующего года вернулся в Париж, так как был послан специально по делам своего сына. В апреле 1658 года этот сын, о котором так много спорили, был среди друзей своего отца в Ирландии, но Генри Кромвель отослал его только с предостережением.
Собственные письма лорда Инчикуина в 1658 и 1659 годах сообщают о его безнадежном напряжении. Маркиз Ормонд относился к нему с предубеждением, и, вероятно, перемена религии стала роковой для его влияния среди протестантских роялистов. Переговоры, приведшие к Пиренейскому миру, уничтожили его шансы в Каталонии, но кардинал Мазарини попустительствовал его поездке с графом Шомбергом на помощь португальцам в войне против Испании, он и отправился в Лиссабон осенью 1659 года. 20 февраля 1660 года в Париже стало известно, что он и его сын были захвачены алжирцами в море. Английский совет написал от своего имени алжирскому паше, и к 23 августа (по юлианскому календарю) он был в Англии, но его сын остался в Африке в качестве заложника. Палата общин особо рекомендовала дело отца и сына королю Карлу II, и 10 ноября был выдан ордер на отправку 7500 фунтов стерлингов в качестве выкупа. В августе леди Инчикуин подала прошение об освобождении мужа, но в том же месяце сэр Доног О’Брайен написал, что она не желает видеть никого из его родственников «за то, что он папист». Вскоре после этого граф Инчикуин выехал в Париж и вернулся с Генриеттой Марией, став главным стюардом (управляющим) двора королевы-матери. В 1661 году он подписал декларацию о верности Карлу II Стюарту со стороны ирландской католической знати и дворянства, несмотря на любой папский приговор или разрешение.
В 1662 году лорд Инчикуин руководил английской военной экспедицией в Португалию, где англичане оказывали помощь португальцам в войне против Испании. Лорд Инчикуин сдал командованием английской бригадой Фридриху Шомбергу и вернулся в Англию в 1663 году и, по-видимому, вскоре отправился в Ирландию.

## Поздняя жизнь
Военная карьера графа Инчикуина завершилась. А должность президента Манстера, которую он добивался, он не получил из-за своего вероисповедания. Лордом-президентом Манстера был назначен Роджер Бойл, 2-й граф Оррери. Но когда последний отправился в Англию в июне 1664 года, он сделал своего старого соперника вице-президентом, и после этого они остались друзьями. Лорд Инчикуин, по-видимому, спокойно прожил в Ирландии большую часть своих оставшихся лет. В 1666 году он был назначен магистратом Клэр, а Ростеллан в гавани Корка стал любимой резиденцией его семьи.
Генриетта-Мария окончательно уехала во Францию в 1665 году, и, когда она уехала, у него не было ничего, что могло бы привлечь его в Лондон. Когда в 1668 году графу Оррери был объявлен импичмент, третья статья обвиняла его в том, что он несправедливо использовал свою президентскую власть, чтобы передать Ростеллан лорду Инчикуину, чей старший сын женился на его дочери Маргарет.
В Кромвелевском Акте о поселении от 12 августа 1652 года граф Инчикуин был поименно освобожден от пожизненного помилования или помилования имущества. В сентябре 1660 года был принят частный акт, который вернул ему все его титулы и земли в Ирландии, и это было подтверждено актом о поселении в 1662 году. Поместье площадью около 60 000 акров (240 км², таким образом, в графствах Клэр, Лимерик, Типперери и Корк). 8000 фунтов стерлингов было выдано ему из казны за его потери и страдания. Он был вознагражден из расчета 10 фунтов стерлингов в день за свою генеральскую задолженность в Манстере до 5 июня 1649 года и получил несколько других более или менее прибыльных грантов.

## Жена и дети
1 октября 1635 года лорд Инчикуин женился на Элизабет Сент-Леджер (? — 22 мая 1685), дочери Уильяма Сент-Леджера (1586—1642) и Гертруды де Фриз. У супругов было три сына и три дочери:
- Леди Хонора О’Брайен (? — после 10 октября 1718), муж — подполковник Теобальд Берк, 3-й лорд Берк (? — 1705/1706)
- Леди Элизабет О’Брайен (? — сентябрь 1688), 1-й муж — Ричард Саутвелл (? — до февраля 1679/1680), 2-й муж — Джон Макнамара
- Леди Мэри О’Брайен, 1-й муж — Генри Бойл (1648—1693), сын Роджера Бойла, 1-го графа Оррери, 2-й муж — контр-адмирал сэр Томас Дилкс (1667—1707), 3-й муж — полковник Джон Ирвин.
- Уильям О’Брайен, 2-й граф Инчикуин (ок. 1640 — 16 января 1692), преемник отца.
- Достопочтенный Чарльз О’Брайен, капитан флота
- Достопочтенный Джон О’Брайен (? — ок. 1699), капитан.

## Смерть
Граф Инчикуин скончался 9 сентября 1674 года. По его собственному желанию он был похоронен в Соборе Святой Марии в Лимерике, вероятно, в гробнице О’Брайена. Комендант отдал покойному все воинские почести, и на его похоронах был произведен салют. Его вдова Элизабет (дочь Уильяма Сент-Леджера) умерла 22 мая 1685 года.